# Valdemar de Brandeburgo-Stendal
Valdemar el Grande (en alemán: Waldemar der Große; h. 1280 - 14 de agosto de 1319), un miembro de la Casa de Ascania, fue margrave de Brandeburgo-Stendal desde 1308 hasta su muerte. Se convirtió en el único gobernante del margraviato de Brandeburgo a la muerte de su primo Juan V de Brandeburgo-Salzwedel en 1317. Valdemar es conocido como el último de la línea de margraves ascanios que empieza con Alberto el Oso en 1157; sólo le sucedió su primo menor, Enrique II, que murió un año después.

## Vida
Era un hijo del margrave Conrado de Brandeburgo-Stendal y su esposa Constanza, la hija mayor del duque piasta Przemysł I de la Gran Polonia. Valdemar fue co-regente desde 1302, y sucedió como margrave a la muerte de su tío Otón IV en 1308.

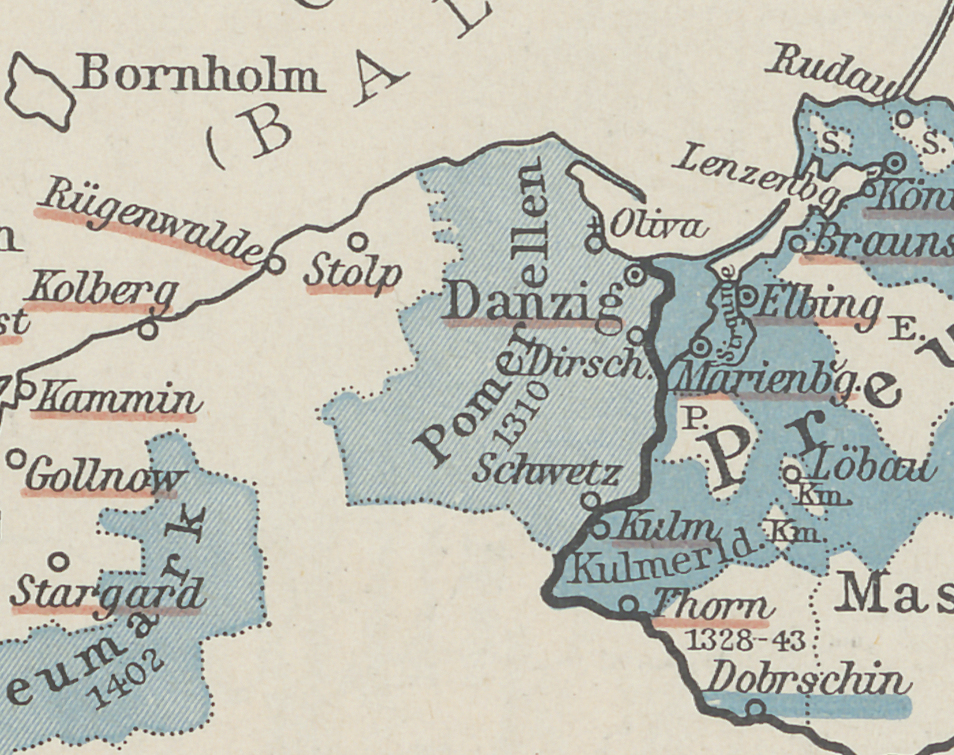
Pomerelia dentro de un mapa del Estado monástico de los Caballeros Teutónicos en 1410

En 1307 Valdemar firmó un acuerdo con la familia Swienca cediéndole las tierras de Pomerelia (Pomerania de Gdańsk), de manera que tropas brandeburguesas ocuparon Świecie, Tczew y todos los lugares estratégicos hasta Gdańsk (Danzig). A su vez, el rey polaco Vladislao I llamó en su apoyo a los caballeros teutónicos, y después su toma de Danzig, Valdemar por el tratado de Soldin (1309) renunció a sus pretensiones en Pomerelia oriental del río Leba a la orden teutónica por un pago de 10.000 marcos de plata. Los distritos del castillo Schlawe y Stolp incluyendo la residencia Swienca de Rügenwalde al principio permaneció con Brandeburgo. 
En 1312, Valdemar también emprendió la guerra contra el margrave Federico I de Meissen. Federico fue capturado y arrestado; para recuperar su libertad, tuvo que ceder la marca de Lusacia así como las ciudades de Torgau y Großenhain a Brandeburgo y pagar un rescate de 32.000 marcos de plata. En la elección imperial de 1314, Valdemar votó por el candidato Wittelsbach Luis IV contra su rival habsburgo Federico el Hermoso. En 1316, Valdemar de nuevo ocupó Dresde hasta que el enfrentamiento con Meissen terminó finalmente en 1317.
En el conflicto que se estaba desarrollando con el príncipe Enrique II de Mecklemburgo, Valdemar apoyó a los ciudadanos de Stralsund contra una invasión de Mecklemburgo y ocupó el señorío de Stargard, una antigua posesión de la difunta esposa de Enrique, Beatriz de Brandeburgo. De este modo, provocó que se formase contra él una gran coalición de Mecklemburgo, Werle, y el reino de Dinamarca. En agosto de 1316, las tropas de Valdemar fueron derrotadas cerca de Gransee. Según el Tratado de Templin de 1317, el margrave tuvo que rendir Stargard y Neubrandenburg a Mecklemburgo. También tuvo que retirarse de las previas adquisiciones en Pomerelia de Schlawe y Stolp, que pasaron al duque Vartislao IV de Pomerania. 
En 1319 Valdemar adquirió las ciudades silesias de Züllichau y Schwiebus.

## Familia

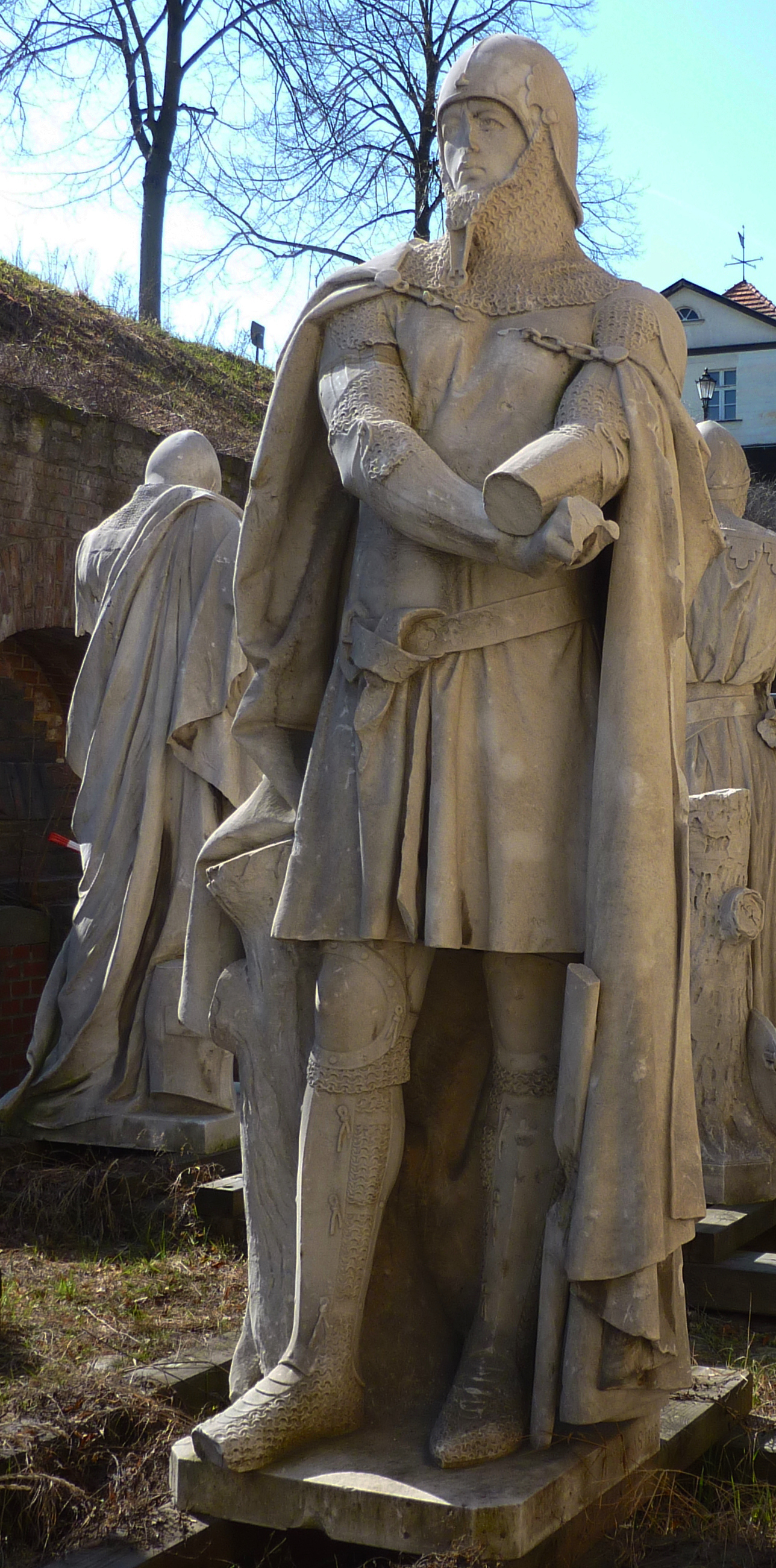
Estatua de Reinhold Begas como parte de la Siegesallee, 1900

En 1309 se casó con su prima Inés (h. 1296-1334), una hija del margrave Germán de Brandeburgo-Salzwedel. El matrimonio no tuvo hijos. 
Valdemar fue el último miembro gobernante de la línea brandeburguesa de los ascanios. Con la muerte de su primo Juan V en 1317, la línea Salzwedel más joven de margraves de Brandeburgo se extinguió. Desde 1318 Valdemar también actuó como tutor para su primo menor Enrique II, margrave de Brandeburgo-Stendal. Su avance hacia las tierras prusianas se reanudaron más de 200 años después, cuando ambos Brandeburgo y el ducado de Prusia pasaron a estar bajo el gobierno de la dinastía Hohenzollern.
Después de la muerte de Valdemar, su esposa Inés se casó en segundo lugar con el duque Otón de Brunswick-Gotinga en diciembre de 1319. Cuando el pupilo de Valdemar, Enrique II, murió en julio de 1320, la rama brandeburguesa de la casa de Ascania murieron en 1320. Como un feudo revertido, el margraviato regresó al rey Wittelsbach Luis IV. En 1323, enfeudó a su hijo mayor, Luis con Brandeburgo, ignorando las pretensiones de los príncipes ascanios de Anhalt.

## Falso Valdemar
En 1348, apareció un impostor en el arzobispado de Magdeburgo y reclamó con éxito que él era Valdemar, regresando de una peregrinación a Tierra Santa después de que otra persona hubiese sido enterrado en su lugar. Rápidamente obtuvo el apoyo a las rivalidades entre las dinastías Wittelsbach y Luxemburgo, el rey Carlos IV le volvió a investir durante alrededor de dos años antes de que "el último ascanio" fuese desenmascarado y huyó a la corte de Anhalt en Dessau, donde pasó el resto de su vida.

## Antepasados
|  |                                              |  |  |  |  |  |  |  |  |  |  |  |  |  |  |  |
|  | 16. Otón I de Brandeburgo                    |  |  |  |  |  |  |  |  |  |  |  |  |  |  |  |
|  |                                              |  |  |  |  |  |  |  |  |  |  |  |  |  |  |  |
|  |                                              |  |  |  |  |  |  |  |  |  |  |  |  |  |  |  |
|  | 8. Alberto II de Brandeburgo                 |  |  |  |  |  |  |  |  |  |  |  |  |  |  |  |
|  |                                              |  |  |  |  |  |  |  |  |  |  |  |  |  |  |  |
|  |                                              |  |  |  |  |  |  |  |  |  |  |  |  |  |  |  |
|  | 17. Ada de Holanda                           |  |  |  |  |  |  |  |  |  |  |  |  |  |  |  |
|  |                                              |  |  |  |  |  |  |  |  |  |  |  |  |  |  |  |
|  |                                              |  |  |  |  |  |  |  |  |  |  |  |  |  |  |  |
|  | 4. Juan I de Brandeburgo                     |  |  |  |  |  |  |  |  |  |  |  |  |  |  |  |
|  |                                              |  |  |  |  |  |  |  |  |  |  |  |  |  |  |  |
|  |                                              |  |  |  |  |  |  |  |  |  |  |  |  |  |  |  |
|  | 18. Conrado II de Lusacia                    |  |  |  |  |  |  |  |  |  |  |  |  |  |  |  |
|  |                                              |  |  |  |  |  |  |  |  |  |  |  |  |  |  |  |
|  |                                              |  |  |  |  |  |  |  |  |  |  |  |  |  |  |  |
|  | 9. Matilde de Groitzsch                      |  |  |  |  |  |  |  |  |  |  |  |  |  |  |  |
|  |                                              |  |  |  |  |  |  |  |  |  |  |  |  |  |  |  |
|  |                                              |  |  |  |  |  |  |  |  |  |  |  |  |  |  |  |
|  | 19. Isabel de Polonia                        |  |  |  |  |  |  |  |  |  |  |  |  |  |  |  |
|  |                                              |  |  |  |  |  |  |  |  |  |  |  |  |  |  |  |
|  |                                              |  |  |  |  |  |  |  |  |  |  |  |  |  |  |  |
|  | 2. Conrado de Brandeburgo-Stendal            |  |  |  |  |  |  |  |  |  |  |  |  |  |  |  |
|  |                                              |  |  |  |  |  |  |  |  |  |  |  |  |  |  |  |
|  |                                              |  |  |  |  |  |  |  |  |  |  |  |  |  |  |  |
|  | 20. Valdemar I de Dinamarca                  |  |  |  |  |  |  |  |  |  |  |  |  |  |  |  |
|  |                                              |  |  |  |  |  |  |  |  |  |  |  |  |  |  |  |
|  |                                              |  |  |  |  |  |  |  |  |  |  |  |  |  |  |  |
|  | 10. Valdemar II de Dinamarca                 |  |  |  |  |  |  |  |  |  |  |  |  |  |  |  |
|  |                                              |  |  |  |  |  |  |  |  |  |  |  |  |  |  |  |
|  |                                              |  |  |  |  |  |  |  |  |  |  |  |  |  |  |  |
|  | 21. Sofía de Minsk                           |  |  |  |  |  |  |  |  |  |  |  |  |  |  |  |
|  |                                              |  |  |  |  |  |  |  |  |  |  |  |  |  |  |  |
|  |                                              |  |  |  |  |  |  |  |  |  |  |  |  |  |  |  |
|  | 5. Sofía de Dinamarca                        |  |  |  |  |  |  |  |  |  |  |  |  |  |  |  |
|  |                                              |  |  |  |  |  |  |  |  |  |  |  |  |  |  |  |
|  |                                              |  |  |  |  |  |  |  |  |  |  |  |  |  |  |  |
|  | 22. Sancho I de Portugal                     |  |  |  |  |  |  |  |  |  |  |  |  |  |  |  |
|  |                                              |  |  |  |  |  |  |  |  |  |  |  |  |  |  |  |
|  |                                              |  |  |  |  |  |  |  |  |  |  |  |  |  |  |  |
|  | 11. Berenguela de Portugal                   |  |  |  |  |  |  |  |  |  |  |  |  |  |  |  |
|  |                                              |  |  |  |  |  |  |  |  |  |  |  |  |  |  |  |
|  |                                              |  |  |  |  |  |  |  |  |  |  |  |  |  |  |  |
|  | 23. Dulce de Aragón                          |  |  |  |  |  |  |  |  |  |  |  |  |  |  |  |
|  |                                              |  |  |  |  |  |  |  |  |  |  |  |  |  |  |  |
|  |                                              |  |  |  |  |  |  |  |  |  |  |  |  |  |  |  |
|  | 1. Valdemar, margrave de Brandeburgo-Stendal |  |  |  |  |  |  |  |  |  |  |  |  |  |  |  |
|  |                                              |  |  |  |  |  |  |  |  |  |  |  |  |  |  |  |
|  |                                              |  |  |  |  |  |  |  |  |  |  |  |  |  |  |  |
|  | 24. Odón de Poznań                           |  |  |  |  |  |  |  |  |  |  |  |  |  |  |  |
|  |                                              |  |  |  |  |  |  |  |  |  |  |  |  |  |  |  |
|  |                                              |  |  |  |  |  |  |  |  |  |  |  |  |  |  |  |
|  | 12. Wladyslaw Odonic                         |  |  |  |  |  |  |  |  |  |  |  |  |  |  |  |
|  |                                              |  |  |  |  |  |  |  |  |  |  |  |  |  |  |  |
|  |                                              |  |  |  |  |  |  |  |  |  |  |  |  |  |  |  |
|  | 25. Viacheslava Yaroslavna de Halych         |  |  |  |  |  |  |  |  |  |  |  |  |  |  |  |
|  |                                              |  |  |  |  |  |  |  |  |  |  |  |  |  |  |  |
|  |                                              |  |  |  |  |  |  |  |  |  |  |  |  |  |  |  |
|  | 6. Przemysł I de la Gran Polonia             |  |  |  |  |  |  |  |  |  |  |  |  |  |  |  |
|  |                                              |  |  |  |  |  |  |  |  |  |  |  |  |  |  |  |
|  |                                              |  |  |  |  |  |  |  |  |  |  |  |  |  |  |  |
|  | 13. Hedwig                                   |  |  |  |  |  |  |  |  |  |  |  |  |  |  |  |
|  |                                              |  |  |  |  |  |  |  |  |  |  |  |  |  |  |  |
|  |                                              |  |  |  |  |  |  |  |  |  |  |  |  |  |  |  |
|  | 3. Constanza de la Gran Polonia              |  |  |  |  |  |  |  |  |  |  |  |  |  |  |  |
|  |                                              |  |  |  |  |  |  |  |  |  |  |  |  |  |  |  |
|  |                                              |  |  |  |  |  |  |  |  |  |  |  |  |  |  |  |
|  | 28. Enrique I el Barbudo                     |  |  |  |  |  |  |  |  |  |  |  |  |  |  |  |
|  |                                              |  |  |  |  |  |  |  |  |  |  |  |  |  |  |  |
|  |                                              |  |  |  |  |  |  |  |  |  |  |  |  |  |  |  |
|  | 14. Enrique II de Silesia                    |  |  |  |  |  |  |  |  |  |  |  |  |  |  |  |
|  |                                              |  |  |  |  |  |  |  |  |  |  |  |  |  |  |  |
|  |                                              |  |  |  |  |  |  |  |  |  |  |  |  |  |  |  |
|  | 29. Eduviges de Andechs                      |  |  |  |  |  |  |  |  |  |  |  |  |  |  |  |
|  |                                              |  |  |  |  |  |  |  |  |  |  |  |  |  |  |  |
|  |                                              |  |  |  |  |  |  |  |  |  |  |  |  |  |  |  |
|  | 7. Isabel de Wrocław                         |  |  |  |  |  |  |  |  |  |  |  |  |  |  |  |
|  |                                              |  |  |  |  |  |  |  |  |  |  |  |  |  |  |  |
|  |                                              |  |  |  |  |  |  |  |  |  |  |  |  |  |  |  |
|  | 30. Otakar I de Bohemia                      |  |  |  |  |  |  |  |  |  |  |  |  |  |  |  |
|  |                                              |  |  |  |  |  |  |  |  |  |  |  |  |  |  |  |
|  |                                              |  |  |  |  |  |  |  |  |  |  |  |  |  |  |  |
|  | 15. Ana de Bohemia                           |  |  |  |  |  |  |  |  |  |  |  |  |  |  |  |
|  |                                              |  |  |  |  |  |  |  |  |  |  |  |  |  |  |  |
|  |                                              |  |  |  |  |  |  |  |  |  |  |  |  |  |  |  |
|  | 31. Constanza de Hungría                     |  |  |  |  |  |  |  |  |  |  |  |  |  |  |  |
|  |                                              |  |  |  |  |  |  |  |  |  |  |  |  |  |  |  |
|  |                                              |  |  |  |  |  |  |  |  |  |  |  |  |  |  |  |